# Kryptos

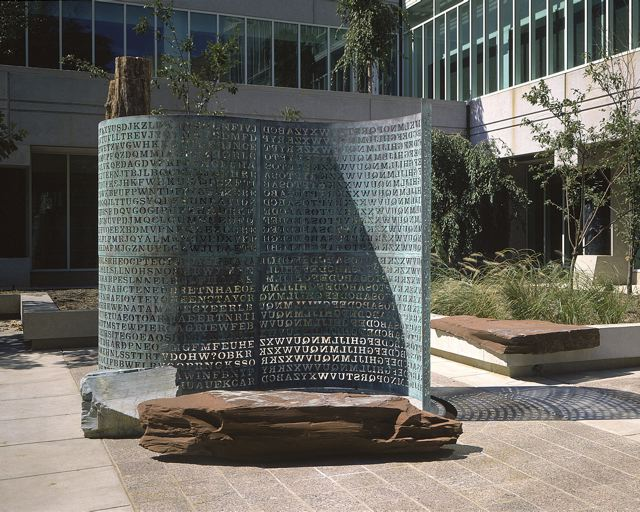
Kryptos

Kryptos – rzeźba stworzona przez artystę Jima Sanborna na terenie siedziby Centralnej Agencji Wywiadowczej (CIA) w Langley, Virginia. Rzeźba sama w sobie stanowi zakodowany szyfr i od jej przedstawienia w 1990 roku trwają próby rozszyfrowania zawartych w niej informacji. Podczas prac nad rzeźbą autor współpracował z Edem Scheidtem – emerytowanym szefem biura komunikacji CIA. Pierwsze trzy wiadomości znajdujące się na rzeźbie zostały już odszyfrowane. Czwarta część nadal pozostaje zaszyfrowana i jest jednym z najbardziej znanych szyfrów, których nie udało się do tej pory złamać. Rzeźba jest przedmiotem badań zarówno profesjonalistów jak i amatorów w dziedzinie kryptologii. Autor rzeźby przekazał kilka wskazówek, które powinny przybliżyć rozwiązanie czwartej części.

## Informacje na temat rzeźby
Główna część rzeźby znajduje się w północno-zachodnim rogu dziedzińca przed głównym budynkiem CIA. Rzeźba utworzona została z czterech dużych miedzianych płyt oraz dodatkowych elementów, na które składają się m.in. skamieniały pień, fontanna i granitowe płyty. Kluczowa część rzeźby została wykonana z miedzi i podzielona na cztery części. Dwie części znajdujące się przy skamieniałym drzewie zawierają zaszyfrowane wiadomości, podczas gdy po drugiej stronie rzeźby umieszczono tablicę alfabetów bazujących na słowie "KRYPTOS". W trakcie przygotowywania rzeźby wykorzystano znaki ze standardowego 26-elementowego alfabetu oraz dodatkowe znaki "?".
Jim Sanborn umieścił na dziedzińcu także inne dodatkowe elementy składające się na całość instalacji. Do elementów tych należą m.in. płyty granitowe z zakodowanymi przy pomocy kodu morse`a wiadomościami, płyta granitowa z wyrzeźbionym kompasem oraz inne obiekty na dziedzińcu.
Nazwa Kryptos pochodzi ze starożytnego greckiego języka oznaczającego "ukryte" (ang. "Hidden").

## Zaszyfrowane wiadomości
Znajdujący się na rzeźbie zaszyfrowany tekst składa się z 869 znaków (865 znaków z alfabetu oraz 4 wystąpienia znaku "?"). Część rzeźby przedstawiająca tablicę alfabetów, składa się z 867 liter.
| EMUFPHZLRFAXYUSDJKZLDKRNSHGNFIVJ YQTQUXQBQVYUVLLTREVJYQTMKYRDMFD VFPJUDEEHZWETZYVGWHKKQETGFQJNCE GGWHKK?DQMCPFQZDQMMIAGPFXHQRLG TIMVMZJANQLVKQEDAGDVFRPJUNGEUNA QZGZLECGYUXUEENJTBJLBQCRTBJDFHRR YIZETKZEMVDUFKSJHKFWHKUWQLSZFTI HHDDDUVH?DWKBFUFPWNTDFIYCUQZERE EVLDKFEZMOQQJLTTUGSYQPFEUNLAVIDX FLGGTEZ?FKZBSFDQVGOGIPUFXHHDRKF FHQNTGPUAECNUVPDJMQCLQUMUNEDFQ ELZZVRRGKFFVOEEXBDMVPNFQXEZLGRE DNQFMPNZGLFLPMRJQYALMGNUVPDXVKP DQUMEBEDMHDAFMJGZNUPLGEWJLLAETG | ABCDEFGHIJKLMNOPQRSTUVWXYZABCD AKRYPTOSABCDEFGHIJLMNQUVWXZKRYP BRYPTOSABCDEFGHIJLMNQUVWXZKRYPT CYPTOSABCDEFGHIJLMNQUVWXZKRYPTO DPTOSABCDEFGHIJLMNQUVWXZKRYPTOS ETOSABCDEFGHIJLMNQUVWXZKRYPTOSA FOSABCDEFGHIJLMNQUVWXZKRYPTOSAB GSABCDEFGHIJLMNQUVWXZKRYPTOSABC HABCDEFGHIJLMNQUVWXZKRYPTOSABCD IBCDEFGHIJLMNQUVWXZKRYPTOSABCDE JCDEFGHIJLMNQUVWXZKRYPTOSABCDEF KDEFGHIJLMNQUVWXZKRYPTOSABCDEFG LEFGHIJLMNQUVWXZKRYPTOSABCDEFGH MFGHIJLMNQUVWXZKRYPTOSABCDEFGHI  |
| ENDYAHROHNLSRHEOCPTEOIBIDYSHNAIA CHTNREYULDSLLSLLNOHSNOSMRWXMNE TPRNGATIHNRARPESLNNELEBLPIIACAE WMTWNDITEENRAHCTENEUDRETNHAEOE TFOLSEDTIWENHAEIOYTEYQHEENCTAYCR EIFTBRSPAMHHEWENATAMATEGYEERLB TEEFOASFIOTUETUAEOTOARMAEERTNRTI BSEDDNIAAHTTMSTEWPIEROAGRIEWFEB AECTDDHILCEIHSITEGOEAOSDDRYDLORIT RKLMLEHAGTDHARDPNEOHMGFMFEUHE ECDMRIPFEIMEHNLSSTTRTVDOHW?OBKR UOXOGHULBSOLIFBBWFLRVQQPRNGKSSO TWTQSJQSSEKZZWATJKLUDIAWINFBNYP VTTMZFPKWGDKZXTJCDIGKUHUAUEKCAR  | NGHIJLMNQUVWXZKRYPTOSABCDEFGHIJL OHIJLMNQUVWXZKRYPTOSABCDEFGHIJL PIJLMNQUVWXZKRYPTOSABCDEFGHIJLM QJLMNQUVWXZKRYPTOSABCDEFGHIJLMN RLMNQUVWXZKRYPTOSABCDEFGHIJLMNQ SMNQUVWXZKRYPTOSABCDEFGHIJLMNQU TNQUVWXZKRYPTOSABCDEFGHIJLMNQUV UQUVWXZKRYPTOSABCDEFGHIJLMNQUVW VUVWXZKRYPTOSABCDEFGHIJLMNQUVWX WVWXZKRYPTOSABCDEFGHIJLMNQUVWXZ XWXZKRYPTOSABCDEFGHIJLMNQUVWXZK YXZKRYPTOSABCDEFGHIJLMNQUVWXZKR ZZKRYPTOSABCDEFGHIJLMNQUVWXZKRY ABCDEFGHIJKLMNOPQRSTUVWXYZABCD |

## Niejednoznaczności
W kwietniu 2006 Jim Sanborn przekazał informację o tym, że podczas prac nad rzeźbą jedna z liter została pominięta "ze względów estetycznych, aby rzeźba była wizualnie zbalansowana".
Pominięcie litery w końcowym fragmencie drugiej części zmieniło znaczenie odszyfrowanej wiadomości. Odszyfrowana wiadomość "ID BY ROWS" powinna zostać odszyfrowana jako tekst "X LAYER TWO".
W pierwszych trzech odszyfrowanych wiadomościach znajdują się trzy błędnie zapisane wyrazy. Według autora błędy te zostały umieszczone celowo.
Po odszyfrowaniu pierwszej wiadomości otrzymujemy słowo "IQLUSION" zamiast "ILLUSION" – jedna z liter została zamieniona (L na Q).
Po odszyfrowaniu drugiej wiadomości otrzymujemy słowo "UNDERGRUUND" zamiast "UNDERGROUND" – jedna z liter została zamieniona (O na U).
Po odszyfrowaniu trzeciej wiadomości otrzymujemy słowo "DESPARATLY" zamiast "DESPERATELY" – jedna z liter została zamieniona (E na A) oraz jedna litera została usunięta (E).
Na początku trzeciej zaszyfrowanej wiadomości trzy litery (YAR) zostały umieszczone wyżej niż pozostałe w tym rzędzie.
W części zawierającej tablicę alfabetów, jeden z alfabetów posiada dodatkową literę "L". Bauer, Link i Molle sugerują, że może to być odniesienie do szyfru Hilla jako jednej z potencjalnych metod użytych w czwartej części.
W wiadomości zakodowanej przy pomocy kodu Morse`a znajdującej się na płytach granitowych słowo "DIGITAL" zostało zamienione na słowo "DIGETAL" (I na E). Dodatkowo kod Morse`a dla jednego ze słów wydaje się być niekompletny. Przy próbie jego odkodowania powstaje tekst "INTERPRETATIT".

## Łamanie szyfru
Pierwszą osobą, która ogłosiła publicznie, że rozwiązała pierwsze trzy fragmenty, był Jim Gillogly. Podczas odszyfrowywania wiadomości Jim wsparł się obliczeniami komputerowymi i przedstawił rozwiązanie w 1999 roku.
Po ogłoszeniu przez Jima Gillogly informacji o złamaniu pierwszych trzech części, CIA ujawniła, że ich analityk – David Stein – rozwiązał pierwsze trzy części w 1998 roku bez wsparcia oprogramowania komputerowego.
W marcu 2000 roku, NSA ujawniło informację, mówiącą o tym, że zespół prowadzony przez Kena Millera także odszyfrował pierwsze trzy wiadomości już w 1992 roku.

## Rozwiązania

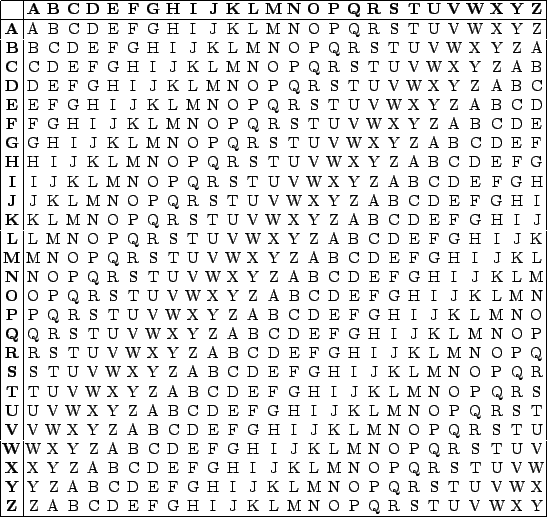
Metoda użyta do rozwiązania trzeciej części Kryptosa

Poniżej przedstawiono rozwiązania dla pierwszych trzech części.

### Rozwiązanie części 1
Metoda : Vigenère
Słowa kluczowe: Kryptos, Palimpsest
BETWEEN SUBTLE SHADING AND THE ABSENCE OF LIGHT LIES THE NUANCE OF IQLUSION

### Rozwiązanie części 2
Metoda : Vigenère
Słowa kluczowe: Kryptos, Abscissa
IT WAS TOTALLY INVISIBLE HOWS THAT POSSIBLE ? THEY USED THE EARTHS MAGNETIC FIELD X THE INFORMATION WAS GATHERED AND TRANSMITTED UNDERGRUUND TO AN UNKNOWN LOCATION X DOES LANGLEY KNOW ABOUT THIS ? THEY SHOULD ITS BURIED OUT THERE SOMEWHERE X WHO KNOWS THE EXACT LOCATION ? ONLY WW THIS WAS HIS LAST MESSAGE X THIRTY EIGHT DEGREES FIFTY SEVEN MINUTES SIX POINT FIVE SECONDS NORTH SEVENTY SEVEN DEGREES EIGHT MINUTES FORTY FOUR SECONDS WEST X LAYER TWO

### Rozwiązanie części 3
Metoda : Szyfr przestawieniowy
SLOWLY DESPARATLY SLOWLY THE REMAINS OF PASSAGE DEBRIS THAT ENCUMBERED THE LOWER PART OF THE DOORWAY WAS REMOVED WITH TREMBLING HANDS I MADE A TINY BREACH IN THE UPPER LEFT HAND CORNER AND THEN WIDENING THE HOLE A LITTLE I INSERTED THE CANDLE AND PEERED IN THE HOT AIR ESCAPING FROM THE CHAMBER CAUSED THE FLAME TO FLICKER BUT PRESENTLY DETAILS OF THE ROOM WITHIN EMERGED FROM THE MIST X CAN YOU SEE ANYTHING Q ?

### Rozwiązanie części 4
Obecnie czwarta część nie została odszyfrowana.

### Wskazówki do czwartej części
W 2006 roku Sanborn przekazał informację, że pierwsze trzy części zawierają wskazówki do odszyfrowania czwartej części.
W listopadzie 2010, Sanborn przekazał wskazówkę informującą, że po odszyfrowaniu liter "NYPVTT" otrzymane zostanie słowo "BERLIN".
W listopadzie 2014, Sanborn przekazał kolejną wskazówkę informującą, że po odszyfrowaniu liter "MZFPK" otrzymane zostanie słowo "CLOCK".

## Odniesienia w popkulturze
Okładka książki Dan Browna Kod Leonarda da Vinci zawiera dwa odniesienia do rzeźby Kryptos – na tylnej części zawarto koordynaty z drugiej części odszyfrowanej wiadomości (z niewielkimi zmianami). Drugie odniesienie nawiązuje do wiadomości "Only WW knows".
Rzeźba Kryptos jest także przedmiotem analizy w innej książce Dan Browna z 2009 roku Zaginiony symbol.
Niewielka wersja rzeźby Kryptos pojawia się w piątym sezonie serialu Alias "S.O.S.".
Rzeźba Kryptos pojawia się w drugim sezonie w odcinku The King of Queens "Meet By-Product". Zdjęcie w ramce wisi na ścianie przy drzwiach.
Zespół Between the Buried and Me odnosi się do rzeźby Kryptos w utworze "Obfuscation" w albumie z 2009 roku, The Great Misdirect.
W darmowej książce "Muko and the Secret" czworo młodych uczniów dowiaduje się o tajemniczej rzeźbie ukrytej na terenie szkoły. Wskazówki zawarte w książce sugerują, że chodzi właśnie o rzeźbę "Kryptos".